# عبد الرحيم محمد
عبد الرحيم محمد (مواليد 12 يونيو 1994) لاعب كرة قدم إماراتي يجيد اللعب في الوسط .
لعب سابقاً مع نادي الخليج في الفئات السنية وبعدها لعب مع أندية الظفرة والشباب و الفجيرة واتحاد كلباء .

## روابط خارجية
- عبد الرحيم محمد على موقع Soccerway.com (الإنجليزية)